# Федотов, Анатолий Иванович
Анатолий Иванович Федотов (21 марта 1937 — 4 июня 1985, Алма-Ата, Казахская ССР) — советский футболист, защитник.

## Биография
В командах мастеров дебютировал в симферопольском «Авангарде». В 1958—1959 годах в классе «Б» провёл 42 матча, забил один мяч.
В 1960 году играл в алматинском «Кайрате», в классе «А» провёл 28 матчей. В 1961 году перешёл в ЦСКА, но сыграл только три матча — в конце апреля — начале мая против «Кайрата» и московских «Спартака» и «Динамо». Летом следующего года вернулся в «Кайрат», за который выступал до 1970 года. За это время провёл 193 игры в высшей по силе лиге и 71 игру (в 1965 и 1970 годах) — в лиге рангом ниже.
Завершил карьеру в команде второй лиги «Алатау» Джамбул в 1971—1972 годах.
В 1973 году работал тренером в семипалатинском «Спартаке».
Скончался 4 июня 1985 года в возрасте 48 лет, похоронен на Центральном кладбище Алматы.